# Don Toth
Pour les articles homonymes, voir Toth.
Donald James Toth (né le 31 mai 1948) est un homme politique provincial canadien de la Saskatchewan. Il représente la circonscription de Moosomin à titre de député d'abord du Parti progressiste-conservateur de la Saskatchewan et ensuite du Parti saskatchewanais de 1986 à 2016.

## Biographie
Né à Kipling en Saskatchewan, il étudie à l'Université de la Saskatchewan et à la Full Gospel Bible Institution d'Eston (aujourd'hui Eston College (en)).
Élu à titre de progressiste-conservateur en 1986, avec plusieurs Tories il s'allient avec des Libéraux pour former le Parti saskatchewan en 1997. Ne se représentant pas en 2016, il était alors le dernier député ayant siéger durant la période du gouvernement progressiste-conservateur de Grant Devine.

## Président de l'Assemblée législative
Toth sert comme président de l'Assemblée législative de la Saskatchewan durant le premier mandat du gouvernement de Brad Wall de 2007 à 2011. Élu par acclamation en 2007, il est défait par Dan D'Autremont en 2011.